# Канал Печора — Кама
Кана́л Печо́ра — Ка́ма (реже Канал Кама — Печора и Камско-Печорский канал) — предложенный судоходный канал на севере России, соединяющий бассейны Печоры и Камы. Реализация этого проекта смогла бы позволить интегрировать Печору в единую глубоководную систему Европейской части России, что было особенно актуально до появления железных дорог. В более позднее время проект был предназначен главным образом для передачи вод Печоры в Каму, а далее в Волгу и Каспийское море.

## История
Идея связать Каму с северными реками каналом была предложена в XVII веке, в 1822 году было завершено строительство Северо-Екатерининского канала, связавшего Каму с Северной Двиной. Доставка грузов между Камой и Печорой в XIX веке осуществлялась в основном через дорогу-волок длиной в 40 км между Чердынью и Якшей. Существовал также вариант использовать очень маленькие лодки, которые могли бы подняться в верховья притоков Камы и Печоры, а затем использовать волок длиной в 4,3 км для доставки грузов по суше. Плохие речные и дорожные условия транспортировки сделали доставку грузов из печорского бассейна и обратно очень дорогой, потому предлагались различные проекты по совершенствованию транспортной сети на данном участке, в том числе предлагалась узкоколейная железная дорога на месте волока. Несмотря на очевидные трудности с доставкой грузов ни одно из предложений не было реализовано.

### XX век
Канал между Печорой и Камой был частью плана реконструкции и освоения ресурсов Волги, утверждённых в ноябре 1933 года на специальной конференции в Академии наук СССР. Исследования в этом направлении были проведены Гидропроектом под руководством Сергея Яковлевича Жука.
Планам создания канала была дана новая жизнь в 1961 году, во время правления Н. С. Хрущёва. Теперь канал стал частью ещё более грандиозного плана — поворота сибирских рек.
В отличие от большинства других участков поворота рек, маршрут из Печоры в Каму не остался на бумаге. 23 марта 1971 года три 15-килотонных ядерных заряда были взорваны под землёй в районе села Васюково в Чердынском районе Пермской области, примерно в 100 км к северу от города Красновишерска. Эти испытательные инженерные ядерные взрывы, известные как проект «Тайга», стали частью серии мирных ядерных взрывов в СССР и были призваны продемонстрировать возможность использования ядерных взрывов для строительства канала. Тройной взрыв создал вытянутый кратер размерами 600×380 метров. В дальнейшем было решено, что строительство канала таким способом невозможно, так как потребовались бы сотни ядерных взрывов, и «ядерный вариант» для создания раскопа канала был заброшен. От разворота северных рек правительство СССР полностью отказалось в 1986 году.
В конце XX века экологи провели несколько экспедиций в район кратера (Ядерное (озеро), 61°18′21″ с. ш. 56°35′55″ в. д.), а также встретились с единственным человеком, который проживал в деревне Васюково. Заборы, окружавшие кратер, проржавели и упали. Озеро, образовавшееся в кратере, в настоящее время является популярным местом рыбалки для жителей других близлежащих сёл, а его берега известны обилием съедобных грибов. Место взрыва также посещают люди, которые собирают металлолом, оставшийся на месте взрыва.